# 软塘鳢属
软塘鳢属（学名：Austrolethops）为鰕虎鱼科的一个属。

## 下属物种
本属包括以下物种：
- 华氏软塘鳢 Austrolethops wardi Whitley, 1935